# عقد 570 هـ
عقد 570 هـ هو الفترة بين عام 570 إلى 579 في التقويم الهجري، أي العشر سنوات الثامنة من القرن السادس الهجري.